# Хензел и Гретел
Хензел и Гретел (на немски: Hänsel und Gretel) е германска приказка, преразказана от братя Грим.

## Историята
Хензел и неговата сестричка Гретел са деца на беден дървар. Страхувайки се, че не може да ги изхрани, тяхната майка убеждава баща им да ги изостави в гората. Хензел и Гретел обаче чуват разговора на родителите си и събират малки бели камъчета, с които отбелязват пътя, така че успяват да се приберат обратно. Въпреки това майката убеждава бащата да направят нов опит. Този път Хензел и Гретел имали в себе си само къшей хляб, който хвърляли зад себе си, и когато опитват да се върнат, разбират, че птиците са го изяли.
Скитайки из гората, децата намират къщичка от хляб с прозорци от захар – оказва се, че това е домът на една вещица, която примамва деца с лакомства, за да ги изяде. Тя затваря Хензел в клетка, а Гретел прави своя прислужница и ѝ поставя задача да угоява брат си, докато стане готов за печене. В крайна сметка децата успяват да измамят злата вещица и я бутат в пещта, а след това се прибират благополучно вкъщи.

## Анализ
Любопитно е, че приказката пресъздава суровите нрави през Средновековието, когато в бедните райони е имало случаи да се изоставят деца, защото родителите не са били в състояние да ги изхранят. Трябва да се отбележи, че в първите издания на приказката именно майката на децата убеждава бащата да се отърват от тях, докато по-късно тя е заменена от мащехата, вероятно с намерение по такъв начин приказката да се приема по-добре.